# Kujava Radinović
Kujava, Kujača, Kujeva; bila je bosanska kraljica od 1399. do 1404. i od 1409. do 1416. godine kao druga od tri supruge kralja Stjepana Ostoje. Kujava je bila sestra ili bliska rođakinja kneza Pavla Radinovića. Ako je bila sestra Pavla Radinovića, onda joj je otac bio vlastelin Radin Jablanić.

## Vladavina
Udala se za kralja Ostoju 1399. godine, nakon što se on razveo od svoje prve supruge, kraljice Vitače. Kujava je smatrana dostojnom naslova i časti bosanske kraljice zbog svog plemićkog roda, za razliku od Vitače koja je bila pučkog roda. Ostoji je brak s Kujavom bio koristan zbog njene bliske rodbinske veze s moćnim knezom Radinovićem. Za kralja se udala prije 5. veljače 1399. godine, što potvrđuje povelja kralja Ostoje Dubrovčanima u kojoj se ona prvi put spominje:

"Stephanus Ostoja rex Bosnæ cum uxore regina Kujava..." (" Stjepan Ostoja, kralj Bosne, sa suprugom, kraljicom Kujavom...")

Među njihovom djecom bio je Stjepan Ostojić, bosanski kralj. Godine 1404. Kujavin muž je zbačen u korist svog polubrata, Tvrtka II., da bi ponovo bio vraćen na prijestolje 1409. godine.
Brak kralja Ostoje i kraljice Kujave počeo se raspadati 1415. godine, kada je u zavjeri u kojoj je učestvovao njen suprug, ubijen kraljičin bliski rođak, knez Pavle Radinović. U Dubrovniku se 1415. godine spominje kako se bosanska kraljica boji za svoju sudbinu, jer je u srodstvu s knezom Pavlom.
Kada je sljedeće godine umro vojvoda Hrvoje Vukčić Hrvatinić, njegove posjede je zauzeo brat Hrvojeve udovice, vojvotkinje Jelene. Ostoja je iskoristio datu priliku i razveo se od Kujave, te oženio vojvotkinju Jelenu. Ostoja je tako prekinuo svoj sada politički nepovoljan brak s Kujavom, te oženivši Jelenu, stekao Plivsku i Lučku župu s Jajcem. Ovaj Ostojin čin doveo je do razmirica sa sinom kojeg je imao s Kujavom.
Godine 1418. umire Kujavin bivši muž Stjepan Ostoja, te krunu i bansku čast u Bosni nasljeđuje Kujavin sin Stjepan Ostojić. Kujava je odjednom postala moćna i utjecajna. Između nje i kraljice Jelene bjesnio je sukob koji je slabio kraljevstvo. Ovaj sukob je okončan u ljeto 1419. godine, kada je Kujavin sin, pod Kujavinim utjecajem, naredio da se kraljica Jelena zatvori. Kraljica Jelena je umrla 1422. godine, najvjerojatnije ubijena po Kujavinom naređenju.
Kujava je učestvovala u svakodnevnom političkom životu za vrijeme vladavine svoga sina. Savjetovala ga je i utjecala na njegove odluke, poput odluke da popravi svoje odnose s Dubrovčanima. Međutim, ovu poziciju Kujava neće dugo uživati, jer njen sin umire prije travnja 1421. godine.
Po smrti sina, bivša kraljica Kujava je od Dubrovčana tražila da je preporuče kod novoga kralja, muževog joj brata i njenog najljućeg neprijatelja, Stjepana Tvrtka II., što su Dubrovčani i učinili. Pošto je bila u teškoj financijskoj situaciji, dubrovačka vlada joj je osigurala mirovinu. Kasnije se obraćala Dubrovniku s drugim zahtjevima, ali nije poznato kojim.
Kako nije imala utjecaja za vrijeme vladavine sinovog nasljednika, Kujava je podržavala pretendente koji su polagali pravo na bosansko prijestolje, prije svega Vuka Banića, još jednoga vanbračnog brata svoga muža. Zajedno s drugim bosanskim velikašima učestvovala je u raznim spletkama i urotama protiv Tvrtka II. kako bi mu se osvetila zbog zbacivanja njenog sina. Nakon sinove smrti život joj je bio težak, ali se ipak često miješala u državne poslove.

## Vanjske poveznice
| Prethodnik: | Bosanska kraljica 1399. – 1404. 1409. – 1416. | Nasljednik:     |
| Vitača      | Bosanska kraljica 1399. – 1404. 1409. – 1416. | Jelena Nelipčić |